# Porte de Clichy (stanice RER v Paříži)
Porte de Clichy je nádraží příměstské železnice RER v Paříži, které se nachází v 17. obvodu na křižovatce ulic Boulevard Berthier a Avenue de Clichy. Slouží pro linku RER C. Podzemním tunelem je propojen se stejnojmennou stanicí, kde je možné přestoupit na linku 13 pařížského metra. V roce 2004 činil počet denních pasažárů 2 500-7 500 a vlaků 150-250.

## Historie
V roce 1988 vznikla na lince RER C nová větev, která využívala dosavadní existující železniční tratě v severozápadní části pařížské aglomerace. Nově byl postaven pouze tunel mezi bývalou tratí Petite Ceinture a tratí vedoucí na nádraží Grésillons ve městě Gennevilliers.
Nádraží Porte de Clichy bylo otevřeno 29. září 1991 a je spolu se stanicí v Saint-Ouen jedinými dvěma novými stanicemi na tomto úseku, jsou tedy odlišné od stanic na původní lince.
Přestože jsou koleje a nástupiště umístěny v podzemí, nachází se samotná budova nádraží na povrchu.